# Hong Wei
Hong Wei (en chino: 洪炜; Xiamen, 4 de octubre de 1989) es un deportista chino que compitió en bádminton, en la modalidad de dobles.
Ganó una medalla de bronce en el Campeonato Mundial de Bádminton de 2017. Participó en los Juegos Olímpicos de Río de Janeiro 2016, ocupando el cuarto lugar en la prueba de dobles.

## Palmarés internacional
| Campeonato Mundial | Campeonato Mundial    | Campeonato Mundial | Campeonato Mundial |
| Año                | Lugar                 | Medalla            | Prueba             |
| ------------------ | --------------------- | ------------------ | ------------------ |
| 2017               | Glasgow (Reino Unido) | Medalla de bronce  | Dobles             |